# Endemol Shine Boomdog
EndemolShine Boomdog, es una productora de televisión mexicana que forma parte del grupo Endemol Shine North America. Fue creada en 2017 y tiene su sede central en Ciudad de México.

## Producciones
EndemolShine Boomdog se dedica a la producción de programas de entretenimiento y series de ficción, sobre todo de reality shows. Ha creado y producido programas para todas las cadenas nacionales y autonómicas de México, marcando hitos televisivos como MasterChef, Gran Hermano, y las respectivas ediciones de La Casa de los Famosos, para Estados Unidos, México y Colombia.
Es una de las primeras empresas del sector audiovisual español en la creación y desarrollo de contenidos, cultivando los principales géneros de entretenimiento (reality, ficción, concursos...).
- Datos: Q56377392